# Ante Jazić
Ante Jazić (Halifax, Nueva Escocia, 26 de febrero de 1976) es un exfutbolista canadiense, de ascendencia croata. Jugaba de lateral izquierdo.

## Selección nacional
Ha sido internacional con la Selección de fútbol de Canadá, ha jugado 8 partidos internacionales.

## Clubes
| Club                    | País           | Año       |
| ----------------------- | -------------- | --------- |
| NK Hrvatski Dragovoljac | Croacia        | 1997-1999 |
| Hajduk Split            | Croacia        | 1999-2000 |
| Rapid Viena             | Austria        | 2000-2004 |
| FC Kuban Krasnodar      | Rusia          | 2004-2006 |
| Los Ángeles Galaxy      | Estados Unidos | 2006-     |

- Datos: Q225566